# Castel del Gatto (Merano)
Castel del Gatto o Castel Katzenstein (in tedesco Burg Katzenstein) è un castello medievale che si trova vicino a Merano in Alto Adige.

## Storia
Il maniero viene citato per la prima volta nel 1258 come sede dei signori di Katzenstein. Questa famiglia divenne abbastanza potente nella zona, tanto che nel 1355 Dietpold von Katzenstein fu consigliere di Ludovico di Brandeburgo, marito di Margarete Maultasch, e nel 1361, insieme al fratello, fu membro della Dieta regionale di Merano.
Nel 1450 la linea maschile dei Katzenstein si estinse e il castello iniziò a passare di mano in mano tra varie famiglie: prima gli Auer, poi gli Jäger, i Katzenböck e altri.
Nel 1866 divenne di proprietà di Franz Huber che lo restaurò profondamente dandogli l'aspetto attuale.
Infine il castello venne acquisito dalla famiglia Menz, che ne è l'attuale proprietaria.

## Struttura
Il nucleo del castello è costituito dal mastio merlato inglobato dal palazzo residenziale rettangolare. All'interno è presente un salone decorato con mobili e dipinti del XVI-XVII secolo.
Essendo una dimora privata il castello non è visitabile.